# Fatih-Moschee

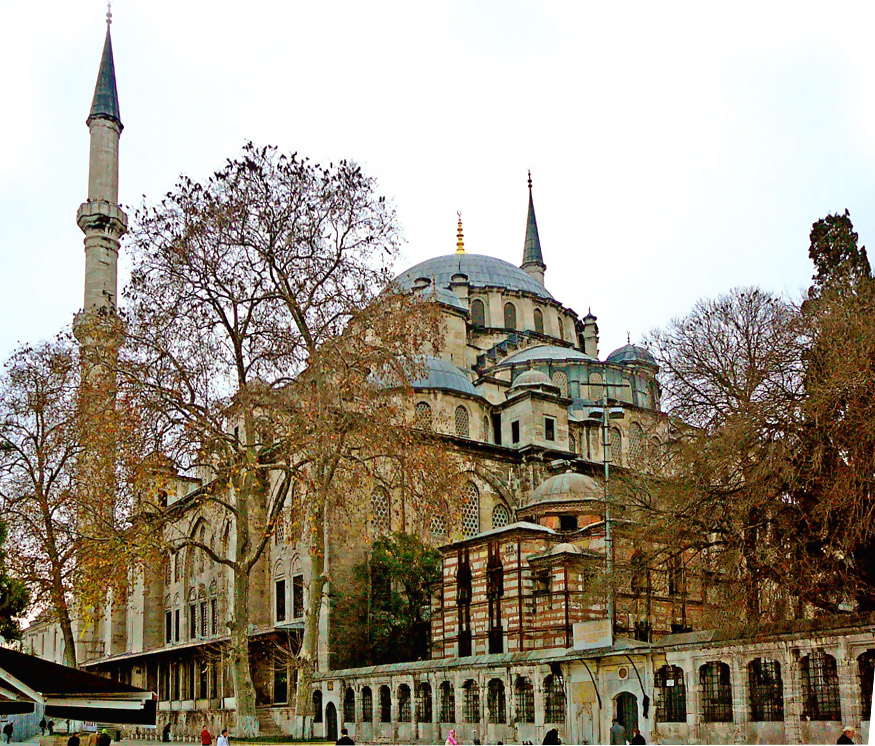
Fatih-Moschee in Istanbul

Die Fatih-Moschee (türkisch Fatih Camii; deutsch Eroberer-Moschee) ist eine Moschee im Istanbuler Stadtteil Fatih. Sie ist nach dem Eroberer Konstantinopels, Sultan Mehmed II., benannt.
Auf dem Baugrund der Fatih-Moschee, einem prominent aus der Stadt herausragenden Hügel, stand die Apostelkirche, die zweitgrößte Kirche der Stadt, die in den ersten Jahren nach der türkischen Eroberung dem Patriarchat als Sitz diente. Auf den Wunsch des Sultans hin wurde der Sitz des Patriarchats in die Pammakaristos-Kirche verlegt, damit nach dem Abriss der Apostelkirche 1461 mit dem Bau der Fatih-Moschee begonnen werden konnte. Die Apostelkirche war seit dem 4. Kreuzzug eine Ruine.
Sultan Mehmed II. liegt in der Türbe des Moschee-Komplexes begraben.
Der Name „Fatih-Moschee“ wurde Vorbild für die Benennung zahlreicher weiterer Moscheen in einigen Ländern Europas.